# Lambina-Opalfeld
Das Lambina-Opalfeld in Australien zählt neben Mintabie, Coober Pedy und Lightning Ridge zu den großen Opalfundstätten im Bundesstaat South Australia. 
Das Lambina-Opalfeld befindet sich etwa 100 Kilometer südlich der Grenze des Northern Territory im Bundesstaat South Australia, 58 Kilometer nordöstlich von Marla und 10 Kilometer südlich der Lambina Homestead. Erreichbar sind die Opalminen über eine Abzweigung vom Stuart Highway in Marla. 
Opalfunde gab es dort bereits in den 1930er Jahren, aber berichtet wurde darüber erst 1956. Die Opalfelder befinden sich in einem ländlichen Gebiet, in dem Milchwirtschaft betrieben wird, daher war die bergbauliche Erschließung und Genehmigung problematisch. Der Opal-Abbau entwickelte sich nachdem die Aborigines der Antakirinja und Yunkunjatja und die South Australia Opal Miners Association am 1. Juli 1998 eine vertragliche Übereinkunft für die Anlage von Opalminen erzielten. Mit der Abbauerlaubnis waren gewisse Einschränkungen verbunden, wie beispielsweise ein Verbot einer dauerhaften Besiedlung durch Opalsucher. Dennoch gab in den folgenden vier Monaten nach Vertragsabschluss einen Eintrag von 200 Claims.